# The Ghost of Sulphur Mountain
The Ghost of Sulphur Mountain és una pel·lícula muda estatunidenca del gènere western de 1912. La pel·lícula va ser dirigida per Gaston Méliès, produïda per la Star Film Company i distribuïda per la General Film Company.

## Repartimentn
- Francis Ford: Joe